# Stan (Lied)
Stan ist ein am 20. November 2000 als Single veröffentlichtes Lied des US-amerikanischen Rappers Eminem, dessen Refrain auf dem 1999 veröffentlichten Song Thank You der britischen Sängerin Dido basiert. Das Lied ist die dritte Singleauskopplung seines dritten Studioalbums The Marshall Mathers LP und außerdem auf seinem Best-Of-Album Curtain Call: The Hits enthalten. Die Single war weltweit äußerst erfolgreich und belegte in den deutschen Charts zwischen 2000 und 2009 Platz 79. Das Musikmagazin Rolling Stone wählte Stan als einziges Eminem-Lied 2004 auf Platz 296 seiner „Liste der 500 besten Songs aller Zeiten“.
Die in Briefform vorgetragenen Strophen des Liedes beschreiben den fiktiven Briefverkehr zwischen Eminem und einem von ihm besessenen Fan. Der Begriff stan als Bezeichnung für einen außerordentlich leidenschaftlichen Fan eines Prominenten (zunächst nur als Substantiv, später auch als Verb) fand über den US-amerikanischen Hip-Hop-Jargon Einzug in die englische Sprache.

## Inhalt
In Stan erzählt Eminem die Geschichte von einem Fan, der ihm schreibt, aber keine Antwort erhält. Der Track beginnt mit dem Chorus, einem Sample von Dido aus ihrem Song Thank You. In dem Originalsong handelte es sich allerdings um eine normale Strophe. Nachdem sie, unterbrochen von einem Donnerschlag, diesen Teil noch einmal gesungen hat, beginnt Eminem als die Person Stan zu rappen. Dabei rappt er einen Brief vor, den Stan an Eminem schreibt. Stan erkundigt sich nach dem Wohlergehen von Hailie, Eminems Tochter, und erzählt, dass seine Freundin auch schwanger sei. Das Kind wolle Stan, wenn es ein Mädchen werde, Bonnie nennen. Des Weiteren erzählt Stan, dass sich ein Freund von ihm wegen einer unglücklichen Liebe umgebracht habe (Eminems Onkel Ronnie nahm sich auch selbst das Leben). Außerdem sagt Stan, er sei Eminems größter Fan. Am Ende dieses Briefes bittet er Eminem, ihm doch endlich zu antworten.
Die zweite Strophe ist ein erneuter Brief von Stan an Eminem. Er klingt jetzt verärgert und erwähnt, dass Eminem immer noch nicht angerufen oder geschrieben habe. Er sei zwar nicht sauer, aber finde es „scheiße“ („fucked up“), dass er Stan nicht antworte. Danach erzählt er eine Geschichte von einem Konzert, bei dem er mit seinem kleinen Bruder, der sechs Jahre alt war, draußen in der Kälte gewartet habe, um ein Autogramm zu bekommen. Eminem sei aber einfach an ihm vorbeigelaufen. Im weiteren Verlauf erfährt man weitere Sachen über Stan: Er habe ein Tattoo mit Eminems Namen auf der Brust, füge sich selbst mit einem Messer Schnittverletzungen zu (wie Eminem es in seinen Liedern beschreibt) und er kenne seinen Vater nicht. Deshalb identifiziert er sich mit Eminem, da dessen Vater auch drei Monate nach seiner Geburt verschwunden ist. Außerdem erwähnt Stan, dass er und Eminem zusammen sein sollten.
Als er dann, in der dritten Strophe, immer noch keine Antwort von Eminem erhalten hat, entschließt er sich dazu, erweiterten Suizid zu begehen. Er sitzt in seinem Auto und nimmt ein Tonband auf, dessen Inhalt die dritte Strophe darstellt. Stan erinnert Eminem an den Song In the Air Tonight von Phil Collins, in dem dieser – Stans Auslegung nach – erzählt, wie er jemandem beim Ertrinken zusah, ohne etwas zu unternehmen und vergleicht dies mit seiner Situation, die Eminem hätte retten können. Er hält seine schwangere Freundin im Kofferraum gefangen und will das Auto über den Rand einer Brücke steuern. Erst zu spät fällt ihm ein, dass er das Tape nach dem Sturz von der Brücke nicht mehr an Eminem senden kann.
In der vierten Strophe rappt Eminem als er selbst, der jetzt endlich eine Antwort an Stan schreibt. Er erzählt, dass er zu viel zu tun habe, Stan aber nun endlich zurückschreiben könne. Er entschuldigt sich für das in der zweiten Strophe erwähnte Konzert und stellt klar, dass es keine Absicht gewesen sei, Stan und seinen Bruder zu ignorieren. Eminem rät Stan, sich in psychologische Hilfe zu begeben, damit er aufhöre, sich selber Schmerzen zuzufügen. Er will Stan davon abhalten, „etwas Verrücktes zu tun“. Am Ende des Briefes erinnert er sich an eine Nachrichtenmeldung bezüglich eines Selbstmörders. Ihm wird jetzt klar, dass es sich um Stan handelt.

## Produktion
Stan wurde von The 45 King in Zusammenarbeit mit Eminem, der als Co-Produzent fungierte, produziert.

## Musikvideo
Bei dem Musikvideo zu Stan führten Phil Atwell und Dr. Dre Regie. Es konzentriert sich vor allem auf die visuelle Umsetzung des Inhalts des Liedes. Im Video treten der Schauspieler Devon Sawa als Stan und Dido als dessen schwangere Freundin auf. Inklusive des In- und Outros besitzt es eine Länge von über acht Minuten.

## Auftritt mit Elton John
Bei den Grammy Awards 2001 trat Eminem zusammen mit Elton John auf. Elton John sang die Zeilen, die im Original von Dido gesungen wurden. Eine Aufnahme davon wurde zunächst auf Eminems Webseite zum Download angeboten und später als Bonustrack in sein Best-of-Album Curtain Call: The Hits aufgenommen. Außerdem erschien zu dem Lied eine Single, welche nur zu Promotionszwecken verschickt wurde; eine kommerzielle Single erschien nie.

## Fortsetzungen
Auf Eminems achtem Soloalbum, The Marshall Mathers LP 2 aus dem Jahr 2013, greift der Rapper die Thematik in dem Song Bad Guy erneut auf. Hierbei nimmt Stans jüngerer Bruder Matthew Rache an Eminem, den er für den Suizid seines Bruders verantwortlich macht.
Außerdem veröffentlichte der Rapper Lil Wayne 2011 eine Fortsetzung des Liedes unter dem Titel Dear Anne (Stan Part 2).

## Single

### Covergestaltung
Das Singlecover zeigt am linken Rand Eminem, der eine weiße Mütze trägt und sich nachdenklich mit seinem Kinn auf der rechten Hand abstützt. Der Schriftzug Eminem Stan steht in der Mitte des Covers auf schwarzem Hintergrund.

### Chartplatzierungen
Stan stieg in der 52. Kalenderwoche des Jahres 2000 auf Platz sechs in die deutschen Charts ein und belegte in den folgenden Wochen die Positionen drei; zwei und nochmals zwei, bevor der Sprung an die Chartspitze für eine Woche gelang. Insgesamt hielt sich das Lied 19 Wochen in den Top 100, davon elf in den Top 10.
| ChartsChartplatzierungen       | Höchstplatzierung | Wochen |
| ------------------------------ | ----------------- | ------ |
| Deutschland (GfK)              | 1 (19 Wo.)        | 19     |
| Österreich (Ö3)                | 1 (22 Wo.)        | 22     |
| Schweiz (IFPI)                 | 1 (26 Wo.)        | 26     |
| Vereinigte Staaten (Billboard) | 51 (14 Wo.)       | 14     |
| Vereinigtes Königreich (OCC)   | 1 (25 Wo.)        | 25     |

| ChartsJahrescharts (2000)    | Platzierung |
| ---------------------------- | ----------- |
| Vereinigtes Königreich (OCC) | 6           |

| ChartsJahrescharts (2001) | Platzierung |
| ------------------------- | ----------- |
| Deutschland (GfK)         | 18          |
| Österreich (Ö3)           | 6           |
| Schweiz (IFPI)            | 3           |

### Auszeichnungen für Musikverkäufe
Stan verkaufte sich in Deutschland über 750.000 Mal, wofür die Single 2023 eine dreifache Goldene Schallplatte erhielt. Im Jahr 2022 wurde das Lied für mehr als vier Millionen Verkäufe in den Vereinigten Staaten mit einer vierfachen Platin-Schallplatte ausgezeichnet. Den Schallplattenauszeichnungen zufolge verkaufte sich Stan weltweit über 8,7 Millionen Mal.

| Land/Region                  | Auszeichnungen für Musikverkäufe (Land/Region, Auszeichnung, Verkäufe) | Verkäufe  |
| ---------------------------- | ---------------------------------------------------------------------- | --------- |
| Australien (ARIA)            | 9× Platin                                                              | 630.000   |
| Belgien (BRMA)               | Platin                                                                 | 50.000    |
| Brasilien (PMB)              | Gold                                                                   | 30.000    |
| Dänemark (IFPI)              | Platin                                                                 | 90.000    |
| Deutschland (BVMI)           | 3× Gold                                                                | 750.000   |
| Frankreich (SNEP)            | Platin                                                                 | 500.000   |
| Italien (FIMI)               | Platin                                                                 | 100.000   |
| Neuseeland (RMNZ)            | 4× Platin                                                              | 120.000   |
| Niederlande (NVPI)           | Gold                                                                   | 40.000    |
| Österreich (IFPI)            | Platin                                                                 | 50.000    |
| Portugal (AFP)               | Gold                                                                   | 5.000     |
| Schweden (IFPI)              | Platin                                                                 | 20.000    |
| Schweiz (IFPI)               | Gold                                                                   | 25.000    |
| Spanien (Promusicae)         | Gold                                                                   | 30.000    |
| Vereinigte Staaten (RIAA)    | 4× Platin                                                              | 4.000.000 |
| Vereinigtes Königreich (BPI) | 4× Platin                                                              | 2.400.000 |
| Insgesamt                    | 6× Gold · 28× Platin ·                                                 | 8.840.000 |

Hauptartikel: Eminem/Auszeichnungen für Musikverkäufe

## Rezeption
Michael Collins von MZEE bezeichnete den Song als „zeitlosen Klassiker“. Eminem gelinge es „durch einen anderen Stimmeinsatz und einen veränderten Flow, dem lyrischen Ich eine eigene Identität zu geben“, schrieb Collins in seiner positiven Kritik.